# Astrorhizoides
Astrorhiza es un género de foraminífero bentónico de la subfamilia Astrorhizinae, de la familia Astrorhizidae, de la superfamilia Astrorhizoidea, del suborden Astrorhizina y del orden Astrorhizida. Su especie-tipo es Astrorhiza cornuta. Su rango cronoestratigráfico abarca el Holoceno.

## Discusión
Clasificaciones previas incluían Astrorhiza en el suborden Textulariina y en el orden Textulariida

## Clasificación
Astrorhiza incluye a las siguientes especies:
- Astrorhizoides cornuta
- Astrorhizoides polygona